# 薔薇ノ木ニ薔薇ノ花咲ク
『薔薇ノ木ニ薔薇ノ花咲ク』（ばらのきにばらのはなさく）は、2003年2月21日にサイク・ロゼより発売されたボーイズラブ系アダルトゲームである。略称「薔薇ノ木」。

## 沿革
- 2003年2月21日にサイク・ロゼより発売された。
- 2006年6月15日にインターチャネル・ホロンよりPlayStation 2用ソフト『薔薇ノ木ニ薔薇ノ花咲ク -Das Versprechen-』が発売。
- 2010年12月22日にQuinRoseよりPlayStation Portable版が発売された。

## 解説
本作は昭和初期の全寮制の男子校を舞台に、小間使いが猟奇的な事件に巻き込まれる様子を描いたアダルトゲームである。
1日1回、プレイヤーはキャラクターを組み合わせてイベントを発生させることができ、この場合画面上部に置かれたカードのキャラクターは「攻め」として扱われ、「攻め」ポイントが加算される仕組みとなっている。

## あらすじ
全寮制の男子校の小間使いである日向 要は、一部の学生から見下されていたものの、それなりに幸せな日々を送っていた。
ある夜、要は生徒から頼まれ、小鳥の死骸を薔薇の根元に埋めようとしたところ、何者かに襲われる。
翌日、要は下宿で意識を取り戻すが、誰に襲われたのかまではわからずじまいだった。しかも、事件以降、一部の生徒は要に対する態度を急変させた上、小鳥の死骸を埋めるよう頼んだ生徒も失踪した。
その後、要と親しい生物教師・月村は「花喰ヒ鳥」という人物から要を襲ったことを仄めかす内容の手紙を受け取り、要は「花喰ヒ鳥」の正体を探るよう薦める。

## 登場人物
日向 要（ひゅうが かなめ）
声 - 千葉進歩
本作の主人公。
本来は男子校に生徒として入学する予定だったが、正規の入学ができなかったため、立場を悪くしながらも小間使いとして身を置いている。
月村 幹彦（つきむら みきひこ）
声 - 一条和矢
男子校に勤務する生物教師で、要に学問の手ほどきをしている。
火浦 あずさ（ひうら あずさ）
声 - 佐藤勇
男子校の生徒で、親衛隊がいるほどの人気を誇る。
水川 抱月（みずかわ ほうげつ）
声 - 森川智之
「花喰ヒ鳥」を自称する、耽美系推理小説家。
木下 真弓（きのした まゆみ）
声 - 梯篤司
あずさの幼馴染である気弱な少年。火災で両親を失って以来、火浦家に引き取られた。
金子 光伸（かねこ みつのぶ）
声 - 川田紳司
男子校の生徒で、子爵家の嫡男であり、将来を有望視されているが、無断外出をすることが多い。
土田 憲実（つちだ のりざね）
声 - 天田真人
士族の次男で、海外の海軍学校への進学を考えている。要に対して好意的に接する。
鹿之浦 誠司（かのうら せいじ）
声 - 尾形雅宏
要の異母弟。

## 書籍

### 小説
薔薇ノ木ニ薔薇ノ花咲ク
2003年8月発売 発売元:ビブロス、ノベルズ

### 漫画
薔薇ノ木ニ薔薇ノ花咲ク アンソロジーコミック
2006年8月発売 発売元:エンターブレイン、アンソロジーコミック

### その他
薔薇ノ木ニ薔薇ノ花咲ク -Das Versprechen- 公式ビジュアルファンブック
2006年9月発売 発売元:エンターブレイン、ビジュアルファンブック
薔薇ノ木ニ薔薇ノ花咲ク 小説・シナリオ全集 -Das Wiedersehen- 上巻・下巻
2013年11月18日発売 発売元:宙出版、SS・ドラマCDシナリオ・イラスト+書き下ろし。電子書籍のみ

## 関連グッズ

### ドラマCD
薔薇ノ木ニ薔薇ノ花咲ク ~水川抱月ノ事件簿~
2003年12月21日発売 発売元:フロンティアワークス
シナリオは書き下ろしオリジナルストーリー。

### ファンディスク
薔薇ノ木ニ薔薇ノ花咲ク ファンディスク
2003年発売 発売元:ジェイ・ノード
薔薇ノ木ニ薔薇ノ花咲ク ファンディスクDELUX
2003年発売 発売元:ジェイ・ノード
薔薇ノ木ニ薔薇ノ花咲ク 愛蔵版
2007年発売 発売元:ジェイ・ノード
本編とファンディスクを１つのパッケージに収めたコレクターズパッケージ。特典も同梱。通販のみの限定販売品。